# Ordo Ad Chao
Ordo ad Chao es el cuarto álbum de estudio de la banda noruega de black metal, Mayhem, publicado el 23 de abril de 2007. "Ordo Ad chao" está escrito en latín y está destinado a ser traducido como "orden desde el caos" (si bien esto no ocurre, pues la sentencia escrita correctamente en latín sería Ordo ab Chaos), una inversión de la expresión latina "ordo ab chao" ("orden desde el caos") citada a menudo como el lema utilizado en la Francmasonería. 
El álbum recibió el premio Spellemann al mejor álbum de metal en 2007. Es el primer álbum de Mayhem con el vocalista Attila Csihar desde De Mysteriis Dom Sathanas. Jan Axel Blomberg (Hellhammer) declaró en su página oficial que las pistas de batería no fueron ecualizadas.
Ordo Ab Chao cuenta con voces guturales y voces limpias. Fue publicado mundialmente el 23 de abril de 2007, y en América del Norte un día después. Llegó al puesto #12 en la lista de álbumes en Noruega, la posición más alta de la banda en una lista. Muchos lo consideran su mejor trabajo desde De Mysteriis Dom Sathanas.
Hay una versión de edición limitada del disco que viene en una caja de metal que se limita a una producción de 3000 unidades. Otra edición limitada a 13 ediciones (distribuidas entre los miembros de la banda) fue realizada en plata y oro de 24 quilates.
Según las declaraciones de Blasphemer en una entrevista a la revista Inferno, es él quien toca el bajo en el álbum y no Necrobutcher como aparece en los créditos.
Fue rodado un videoclip para la canción "Anti", el único en la carrera de la banda.

## Antecedentes
Tras la publicación de su álbum anterior, Chimera, y algunas actuaciones veraniegas, el vocalista Maniac dejó Mayhem. Tras meses de rumores, fue anunciado que el húngaro Attila Csihar, vocalista en el álbum debut de la banda sería su sustituto. Csihar estaba en aquellos momentos en la banda italiana Aborym, que poco después abandonó para poder concentrarse en Mayhem. El primer concierto con el nuevo vocalista fue realizado en el club Garage (Bergen) enero de 2005. 

## Lista de canciones
| N.º | Título                 | Letras                     | Música     | Duración |  |
| 1.  | «A Wise Birthgiver»    | Attila Csihar              | Blasphemer | 3:30     |  |
| 2.  | «Wall of Water»        | Attila Csihar              | Blasphemer | 4:40     |  |
| 3.  | «Great Work of Ages»   | Attila Csihar              | Blasphemer | 3:52     |  |
| 4.  | «Deconsecrate»         | Attila Csihar              | Blasphemer | 4:07     |  |
| 5.  | «Illuminate Eliminate» | Attila Csihar              | Blasphemer | 9:40     |  |
| 6.  | «Psychic Horns»        | Attila Csihar              | Blasphemer | 6:32     |  |
| 7.  | «Key to the Storms»    | Attila Csihar              | Blasphemer | 3:52     |  |
| 8.  | «Anti»                 | Attila Csihar y Blasphemer | Blasphemer | 4:33     |  |

## Créditos
- Attila Csihar - Voz
- Blasphemer (Rune Eriksen) - Guitarra y bajo
- Hellhammer (Jan Axel Blomberg) - Batería
- Nota: Necrobutcher (Jørn Stubberud) no toca el bajo, a pesar de estar acreditado

## Posiciones en las listas
Ordo Ad Chao fue el segundo álbum de Mayhem en entrar en la lista de álbumes de Noruega y el primero en entrar en las de Suecia.
| Año  | Álbum        | Lista                               | Posición |
| ---- | ------------ | ----------------------------------- | -------- |
| 2007 | Ordo Ad Chao | Lista oficial de álbumes en Noruega | No. 12   |
| 2007 | Ordo Ad Chao | Lista oficial de álbumes en Suecia  | No. 57   |

## Reconocimientos
| Premio/Publicación | País        | Categoría                      | Año  | Resultado |
| ------------------ | ----------- | ------------------------------ | ---- | --------- |
| Spellemannprisen   | Noruega     | "Mejor álbum de metal"         | 2008 | Ganador   |
| Alarmprisen        | Noruega     | "Mejor álbum de metal"         | 2008 | Nominado  |
| Terrorizer         | Reino Unido | "Mejores álbumes del año 2007" | 2008 | 2         |